# Otmar Urban
Otmar Urban (21. července 1922, Třebíč – 3. ledna 2004, Třebíč) byl český hudební pedagog, kritik a publicista.

## Biografie

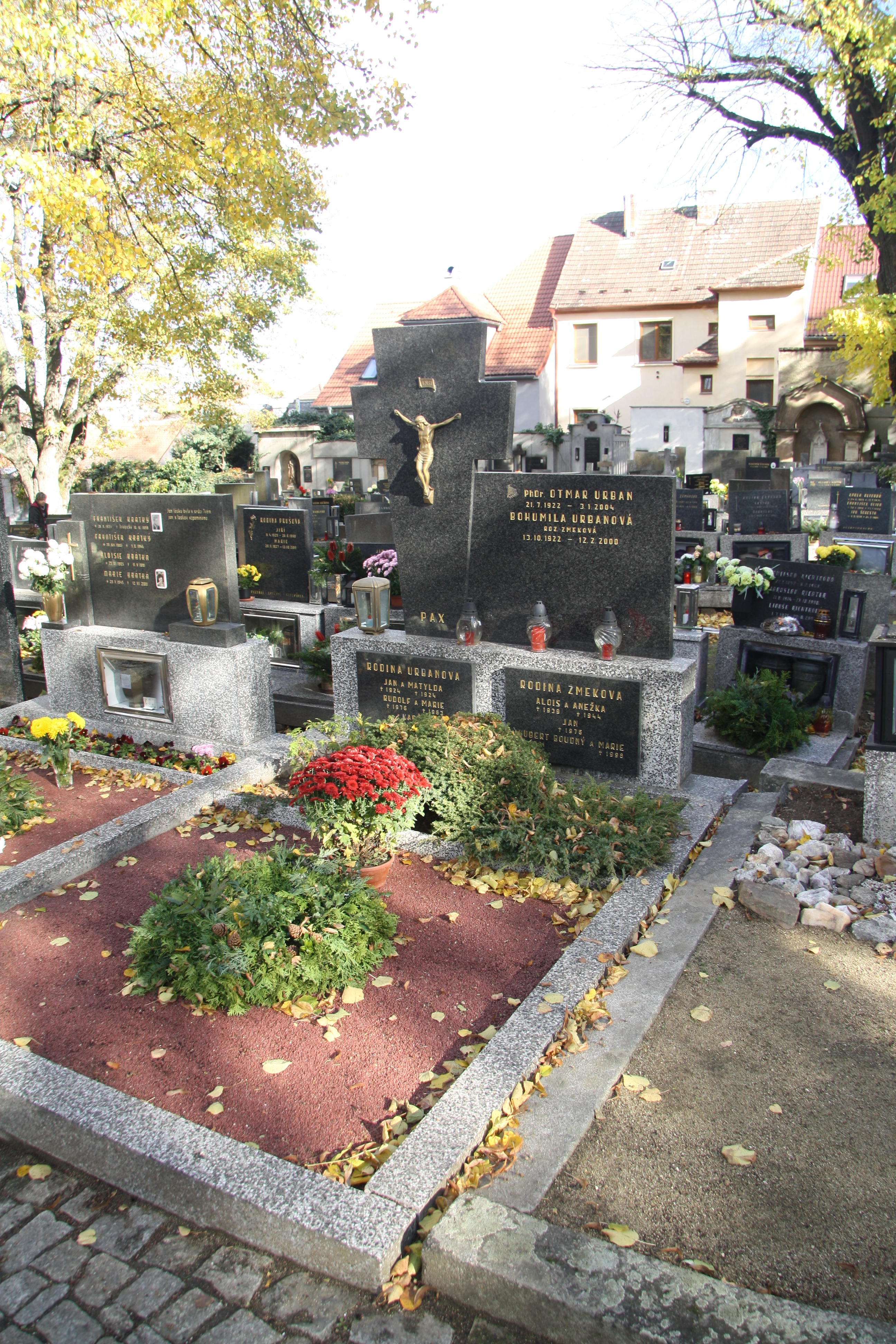
Hrob Otmara Urbana

Otmar Urban se narodil v roce 1922 v Třebíči, jeho otcem byl nemocniční správce a varhaník kostela Proměnění Páně Rudolf Urban, mezi lety 1928 a 1934 chodil do obecné školy a v roce 1941 odmaturoval na gymnáziu v Třebíči, pod vlivem otce se po maturitě stal varhaníkem kostela, tím byl až do konce života. Po odmaturování pracoval také jako matrikář jejkovské farnosti a později nastoupil na pozici skladového účetního Českomoravské semenářské společnosti v Třebíči. V roce 1944 si vzal Bohumilu Zmekovou a po skončení druhé světové války odešel do Brna, kde nadále působil v Českomoravské semenářské společnosti, ale také nastoupil na obor hudební vědy pod vedením Jana Racka a Bohumíra Štědroně na Masarykově univerzitě, roku 1945 se mu narodil syn Otmar v roce 1949 dcera Jitka.
V roce 1949 nastoupil v Třebíči na pozici nekvalifikovaného pedagoga do Lidové školy umění a začal také publikovat v odborném i lokálním tisku. Roku 1953 dokončil studium hudební vědy a složil také zkoušku učitele sborového zpěvu, studoval také teorii hudby a varhanictví, protože chtěl nastoupit na Akademii múzických umění v Praze, kam nakonec nenastoupil a tak pokračoval v dráze hudebního pedagoga na Lidové škole umění v Třebíči. Jeho vzdělání nebylo uznáno a tak nepobíral plat a musel tak dálkově absolvovat hudební konzervatoř, tu absolvoval a mohl tak pobírat plat řádného učitele. V roce 1974 začal studovat teorii a dějiny hudby na AMU v Praze, dokončil je až po odchodu do Prahy v roce 1976. Roku 1974 byl také z náboženských důvodů propuštěn z Lidové školy umění, byl obžalován z porušení ústavy z důvodu výuky farního sboru v Přibyslavicích, Otmar Urban se však odvolal a rozsudek byl anulován. Mohl však působit jako učitel pouze v Moravských Budějovicích a Jemnici. Roku 1974 se však stal vědeckým pracovníkem v Ústředním fondu hudebnin Československého rozhlasu v Praze, tam pracoval až do roku 1985, kdy odešel do důchodu.
V roce 1990 byl rehabilitován. V roce 1982 obdržel za svoji práci ve fondu hudebnin vyznamenání Vzorný pracovník čs. rozhlasu a roku 2001 byl jmenován čestným občanem města Třebíče. V roce 1972 byl za sepsání kroniky obce Kouty jmenován čestným občanem obce.

## Dílo
Věnoval se odborným i lokálním publikacím, publikoval např. v Jiskře, Rovnosti, Svobodném slově, Lidové demokracii, Studiích muzea Kroměřížska nebo Horáckých novinách. Mezi lety 1973 a 1978 publikoval seriál Kapitoly z dějin hudby v Třebíči a na konci devadesátých let 20. století publikoval seriál o třebíčských hřbitovech. Bádal také v archivech, kde objevil neznámý cyklus skladeb Adama Michny z Otradovic nebo torzo hudebního archivu konventu ve Valticích. Sepsal kroniku obce Kouty. Zhudebnil několik básní a přeložil text skladby Viléma Blažka do latiny. Zpíval také ve sboru Janáček.